# Association Sportive et Culturelle Le Geldar
A Association Sportive et Culturelle Le Geldar é um clube de futebol da Guiana Francesa, sediado na cidade de Kourou. Suas cores são azul e branco.
É o maior vencedor do Campeonato Nacional da Guiana Francesa, com 11 títulos. Foi o primeiro clube estrangeiro a chegar entre os 32 melhores clubes da Copa da França de Futebol.

## Títulos

### Internacionais
- Outremer Champions Cup: 2005.
- Coupe D.O.M.: 2005.

### Nacionais
- Campeonato Nacional da Guiana Francesa: 11 vezes (1985, 1988, 1989, 2001, 2004, 2005, 2008, 2009, 2009–10, 2012–13 e 2017-18).
- Coupe de Guyane: 2 vezes (1978/79 e 2006/07).